# Albert Schipke
Albert Schipke, né le 2 mars 1885 à Berlin est un coureur cycliste allemand.

## Biographie
Albert Schipke commence le cyclisme amateur en 1905 et participe à des courses de stayers derrière l'entraineur Willi Heßlich (de). 
Le 21 juillet 1909, au dernier tour du Prix Dürkopp, sur la piste du Karreveld à Bruxelles, Karel Verbist entre en collision avec la moto de son entraineur Constant Ceurreman. Il est projeté, retombe sur la piste, et est heurté de plein fouet par la moto d'Emil Meinhold (de), l'entraineur d'Albert Schipke qui rattrape Verbist dans ses bras qui meurt presque immédiatement,,,,,.
Il participe aux six jours de Berlin 1910 associé à Sigmar Rettich qui abandonne et est remplacé par le champion de vitesse allemand Julius Bettinger (de).
Selon les données de Fredy Budzinski, publiées dans le Rad-Welt (de), Schipke a gagné 116 190 francs de 1905 à 1910,.
En 1912, il vient en France avec Karl Saldow et Bruno Demke pour participer à un match Franco-Allemand de demi-fond au Parc des Princes, contre Georges Sérès, Léon Didier et Georges Parent,,.
Il est sélectionné pour le championnat du monde de demi-fond (110 km professionnels) 1914 qui est annulé en raison du déclenchement de la Première Guerre mondiale qui entraîne le retour précipité des athlètes chez eux.

## Palmarès sur piste

### Championnats d'Europe
- 1909
  -  Médaillé d'argent du demi-fond

### Championnat d'Allemagne
- 2e Championnats d'Allemagne de demi-fond en 1911

### Autres
- 2e Petite roue d'Or, Berlin-Steglitz : 1905 et 1907
- Prix Brennabor, Berlin-Steglitz : 1906
- Course de Pâques, Berlin-Steglitz : 1907
- Grand Prix d'Eté,  Berlin-Steglitz : 1907[14]
- Grand Prix Germania, Cologne : 1907[15]
- Grand Prix de Magdebourg : 1908
- Course de l'heure à Berlin-Steglitz : 1908[16],[17]
- Great West German Standing Prize, Düsseldorf : 1909
- Prix du Printemps, Hanovre :1909
- Coupe d'or de Cologne : 1910
- Grand Prix de Hanovre : 1910[18]
- Champion de Prusse 1911[19].
- Grand Prix Olympique, Berlin-Olympia : 1911
- Grand Prix d'Essen : 1911
- Grand Prix de Pâques Düsseldorf : 1911[20]
- Grand Prix d'Elberfeld, Barmen : 1911
- Roue d'or de Chemnitz : 1911
- Prix du Printemps, Hanovre, 1 heure : 1913
- Champion de Prusse, Barmen, 100 km : 1913
- 30 km à Zurich : 1914[21]
- Grand Prix de l'Industrie de Nuremberg : 1918
- Grande Roue d'or d'Essen 1918
- Champion de Rhénanie : 1918